# Budakovo (ort)
Budakovo (makedonska: Будаково) är en ort i Nordmakedonien. Den ligger i kommunen Mogila, i den södra delen av landet, 100 kilometer söder om huvudstaden Skopje. Budakovo ligger 586 meter över havet och antalet invånare är 309.